# قرار مجلس الأمن التابع للأمم المتحدة رقم 1454
قرار مجلس الأمن التابع للأمم المتحدة رقم 1454، الذي اعتمد في 30 ديسمبر 2002، بعد التذكير بجميع القرارات السابقة بشأن العراق، بما في ذلك القرارات 661 (1991) و986 (1995) و1284 (1999) و1352 (2001) و1382 (2001) و1409 (2002) و1447 (2002) بشأن برنامج النفط مقابل الغذاء، عدل المجلس قائمة السلع المقيدة (قائمة استعراض السلع) وإجراءات تنفيذه في إطار برنامج النفط مقابل الغذاء. وكان ذلك القرار النهائي الذي اتخذه مجلس الأمن في عام 2002.
وأعرب مجلس الأمن عن اقتناعه بالحاجة إلى تدبير مؤقت لتقديم المساعدة الإنسانية إلى الشعب العراقي إلى أن تنفذ الحكومة العراقية أحكام القرار 687 (1991) والقرار 1284، وقامت بتوزيع المعونة في جميع أنحاء البلد على قدم المساواة. وأكد من جديد التزام جميع الدول بسيادة العراق وسلامته الإقليمية، وعزمه على تحسين الحالة الإنسانية، والتعهد بتعديل قائمة السلع الخاضعة للاستعراض.
وفقا للفصل السابع من ميثاق الأمم المتحدة، عدل المجلس قائمة استعراض السلع وإجراءات تنفيذها. تم إضافة أكثر من 50 صنفا إلى قائمة استعراض السلع. وستجري اللجنة استعراضا للتدابير في غضون 90 يوما وقبل نهاية فترة التمديد الحالي لبرنامج النفط مقابل الغذاء، في حين طُلب أيضا من اللجنة المنشأة في القرار 661 أن تجري استعراضات. وصدرت تعليمات إلى الأمين العام كوفي عنان بوضع معدلات استهلاك ومستويات استخدام للمواد الكيميائية والأدوية المحددة في مرفقات القرار في غضون 60 يوما. وأخيرا، ناشد القرار جميع الدول أن تتعاون في تقديم الطلبات الكاملة تقنيا وإصدار تراخيص التصدير في حينها.
اعتمد القرار 1454 بأغلبية 13 صوتا مقابل لا شيء، وامتناع عضوين عن التصويت من روسيا وسوريا. وعارضت روسيا الطابع «التقييدي» للنص بينما لاحظت سوريا أن العراق بدأ يمتثل لعمليات التفتيش على الأسلحة، وأعربت عن أسفها لأن سرعة المفاوضات التي أدت إلى اعتماد القرار الحالي لا تسمح بوقت كاف للنظر في القائمة.

## وصلات خارجية
- نص القرار في undocs.org